# Boissy-la-Rivière
Boissy-la-Rivière ist eine französische Gemeinde mit 533 Einwohnern (Stand: 1. Januar 2022) im Département Essonne in der Region Île-de-France; sie gehört zum Arrondissement Étampes und zum Kanton Étampes. Die Einwohner werden Bucussiens genannt.

## Geographie
Boissy-la-Rivière liegt etwa 56 Kilometer südsüdwestlich von Paris an der Juine. Umgeben wird Boissy-la-Rivière von den Nachbargemeinden Ormoy-la-Rivière im Norden, Étampes im Norden und Nordosten, La Forêt-Sainte-Croix im Osten, Marolles-en-Beauce im Osten und Südosten, Fontaine-la-Rivière im Süden, Saint-Cyr-la-Rivière im Südwesten sowie Saclas im Westen.

## Bevölkerungsentwicklung
| Jahr                       | 1962 | 1968 | 1975 | 1982 | 1990 | 1999 | 2006 | 2012 | 2019 |
| Einwohner                  | 217  | 238  | 297  | 353  | 412  | 455  | 500  | 568  | 510  |
| Quellen: Cassini und INSEE |      |      |      |      |      |      |      |      |      |

## Sehenswürdigkeiten
- Kirche Saint-Hilaire, seit 1926 Monument historique
- Schloss und Domäne Bierville
- Turm La Pax

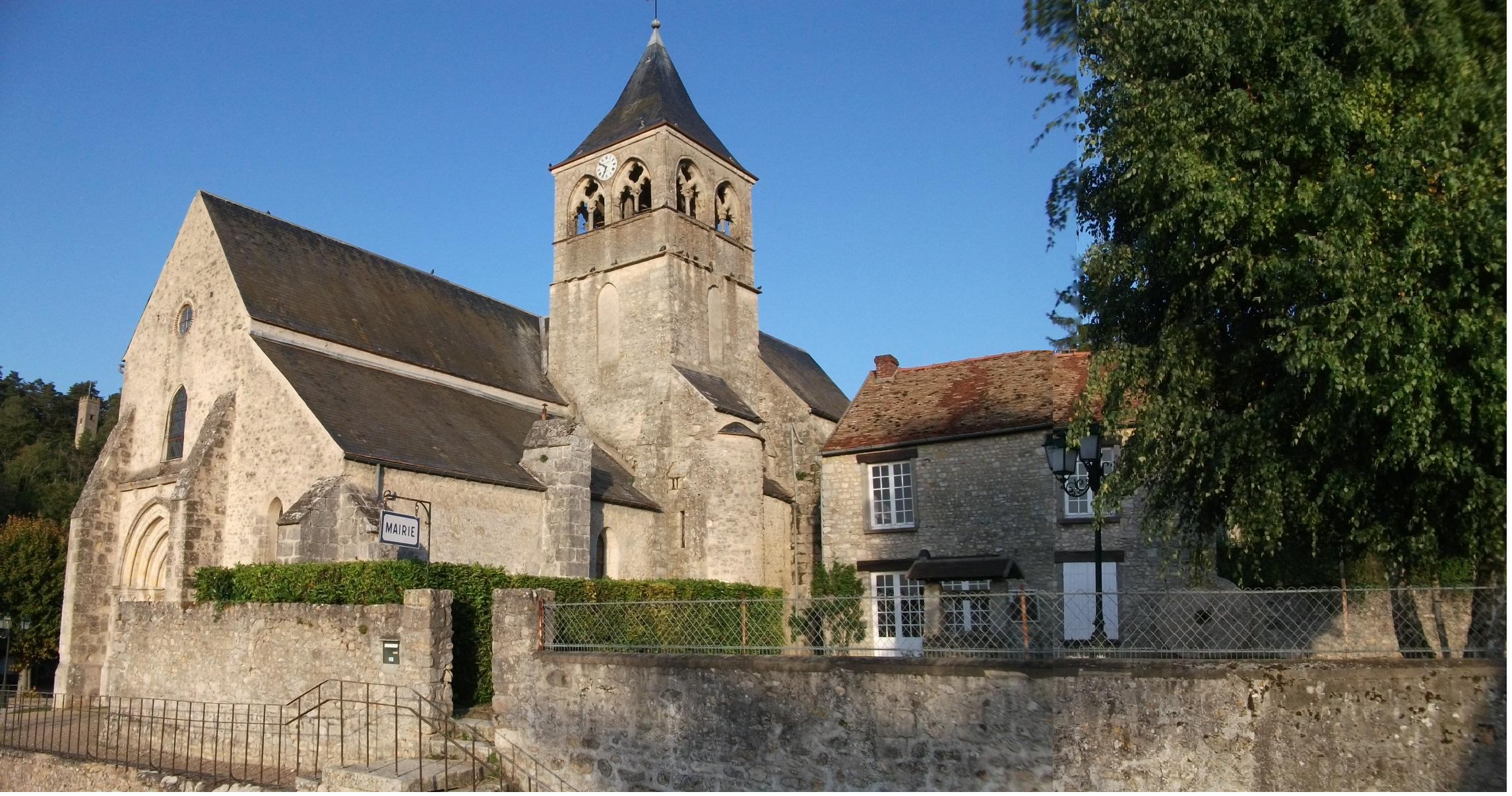
Kirche Saint-Hilaire
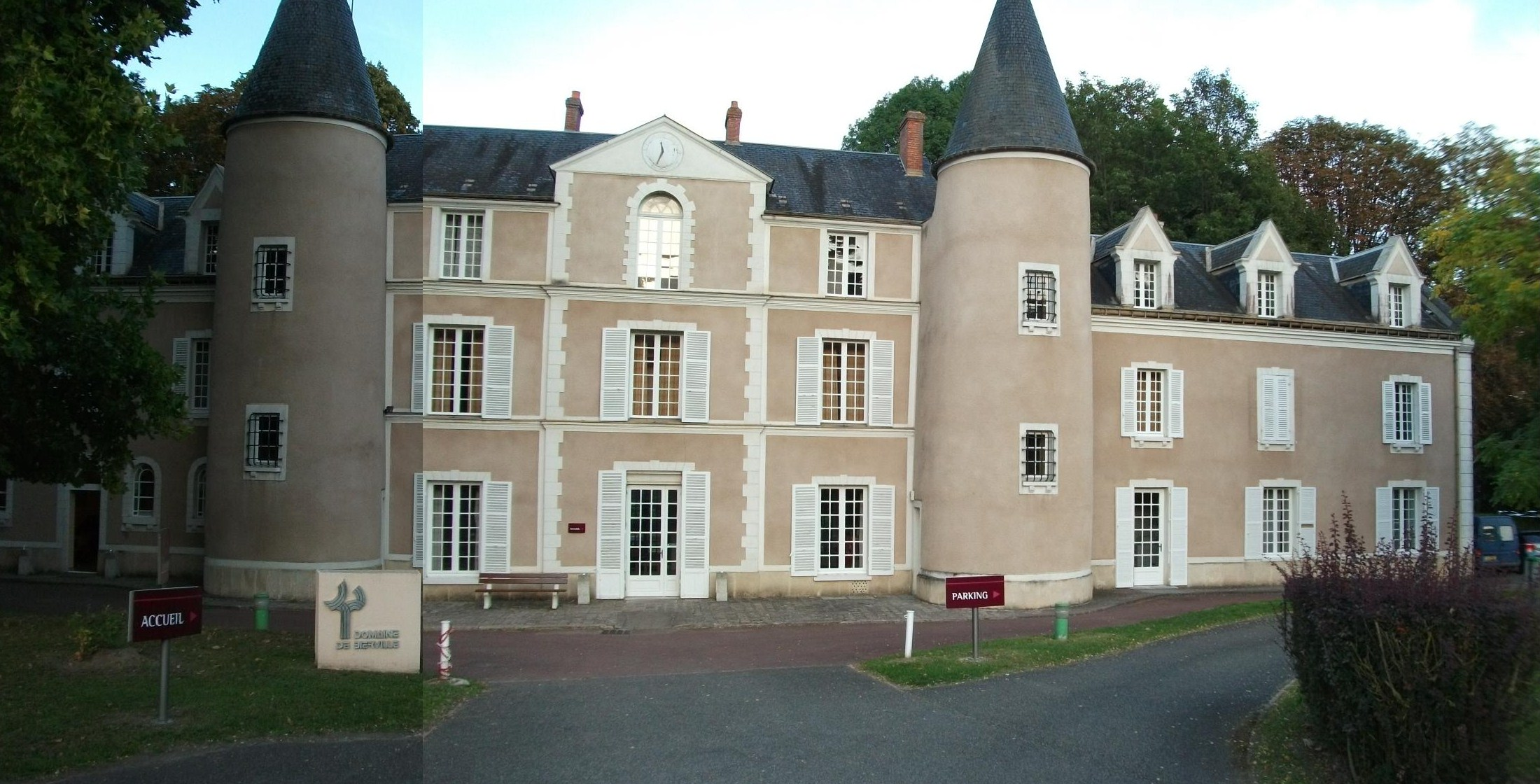
Schloss und Domäne Bierville
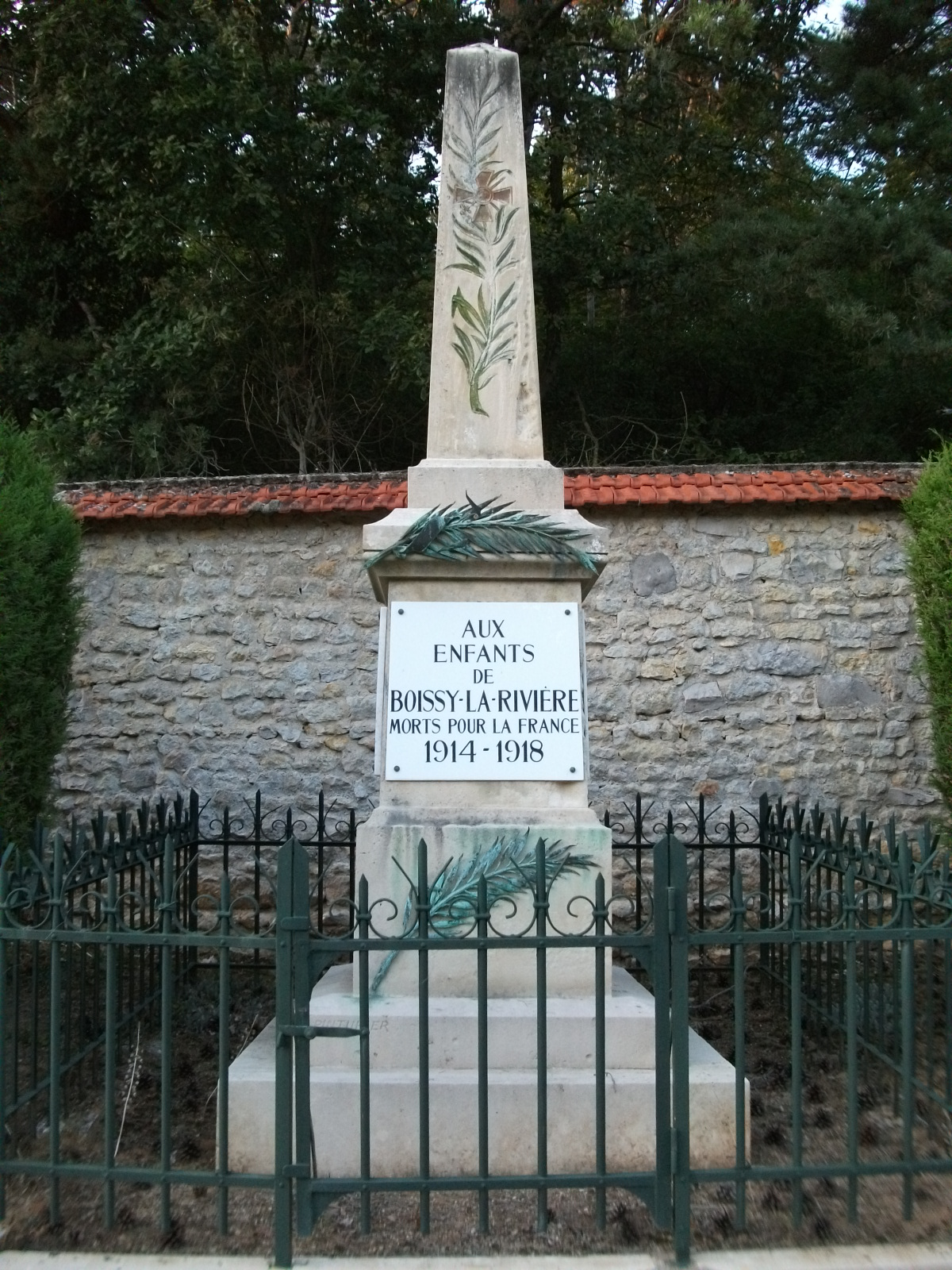
Gefallenendenkmal

## Persönlichkeiten
- Marc Sangnier (1873–1950), Journalist und Politiker, Bürgermeister von Boissy-la-Rivière (1925)